# Over Woodhouse
Over Woodhouse – część miasta Bolsover w Anglii, w hrabstwie Derbyshire, w dystrykcie Bolsover.